# Paranaíta
Paranaíta é um município brasileiro do estado de Mato Grosso. Localiza-se a uma latitude 09º39'53" sul e a uma longitude 56º28'36" oeste, estando a uma altitude de 249 metros. Em 2019, sua população era de 11.225 habitantes.

## História
A localidade foi fundada por Ariosto da Riva, mesmo colonizador de Alta Floresta. A área foi escolhida pela fertilidade de suas terras, que estão nas margens dos rios Teles Pires, Apiacás e Santa Helena. O nome do local preveio do Rio Paranaíta, que separa essas terras e o Estado do Pará. O topônimo homenageia o Paraná (origem de muitos moradores) acrescido do sufixo "ita" (pedra).
A experiência adquirida pelo fundador foi bem importante, já que Paranaíta localizava-se mais dentro da Amazônia; o que traz mais dificuldade. A "corrida do ouro" desviou o foco que era a atividade agrícola; que, posteriormente, se desenvolveu rumo à agropecuária.
O povoado foi criado em 29 de junho de 1979 e convertido em distrito de Alta Floresta em 1 de outubro de 1981. Convertou-se em município em 13 de maio de 1986 (Lei Estadual nº 5.004).

## Turismo e Infraestrutura
"A CAPITAL DA ENERGIA"
Uma das maiores obras do ramo hidrelétrico no BRASIL foi construída em Paranaíta, a Usina Teles Pires, quando em funcionamento gerará 1.820 MW, suficiente para abastecer uma população de 2,7 milhões de famílias. A Usina Hidrelétrica São Manoel também está pronta e terá potencia de 720 MW.
No turismo, destaca-se a monumental "Pedra Preta", de excepcional e rara beleza. Uma enorme pedra que abriga um dos maiores painéis de pictogravuras do mundo.

## Últimos prefeitos eleitos
| Ano  | Prefeito           | Partido  | Votos | %     | Ref    |
| ---- | ------------------ | -------- | ----- | ----- | ------ |
| 2004 | Pedro Porta Aberta | PPS      | 3.511 | 55,72 | [ 6 ]  |
| 2008 | Dr Pedro           | PSDB     | 3.121 | 55,49 | [ 7 ]  |
| 2012 | Tony Rufatto       | PMDB     | 3.096 | 51,39 | [ 8 ]  |
| 2016 | Tony Rufatto       | PSDB     | 3.994 | 61,20 | [ 9 ]  |
| 2020 | Osmar Mandacaru    | PATRIOTA | 3.952 | 61,17 | [ 10 ] |